# John Krafcik
John Krafcik (Southington, Connecticut, 18 de setembro de 1961) é um engenheiro mecânico estadunidense, conhecido por ter criado o termo "produção enxuta". Este termo, utilizado por ele para descrever níveis de estoque que foram "mantidos em um mínimo absoluto" para que problemas de qualidade e ocorrências de tempo de inatividade pudessem ser "detectados e resolvidos rapidamente", foi cunhado por ele no seu artigo “Triumph Of The Lean Production System” (sem tradução para o português), publicado pela revista MIT Sloan Management Review de 1988.
Em 2018,  ao lado de Dmitri Dolgov, Krafcik recebeu o prêmio "American Ingenuity Award for Technology" da Smithsonian Magazine.
Krafcik foi o CEO da Waymo de 2015 a 2021. Ele também foi presidente da True Car Inc. e presidente e CEO da Hyundai Motor America. Ele foi nomeado CEO do projeto de carros autônomos do Google em setembro de 2015. Krafcik permaneceu como CEO depois que o Google separou seu projeto de carro autônomo e o transferiu para uma nova empresa chamada Waymo, controlada pela empresa controladora do Google, Alphabet Inc.